# イ・ソラ
イ・ソラ(1986年 12月19日 ~ )は 大韓民国出身の女優。2000年キンコンカン幼稚園でデビュー。身長166cm。

## 出演作品

### テレビドラマ
- MBC チャクペ〜相棒〜 (2011年) - クモン 役
- MBC 楽しい私の家 (2010年) - ソン・ウンジェ 役
- KBS 君は僕の運命 (2008年) - カン・ユリ 役
- MBC 私のそばにいて (2007年) - ソ・スルビ 役
- KBS イバラの花 (2003年) - ミン・ジスク 役
- MBC ラブレター  (2003年) - カン・ユリ 役

### 映画
- 国家代表 (2009年) ... ヘラ 役
- 最強ロマンス (2009年) ... ファインガールズ 役

### ミュージックビデオ
- BIGBANG (2006年) ... Ma Girl

## 学歴
- 啓星女子高等学校
- 中央大学校 演劇学科